# Cratere Tarq
Tarq  è un cratere sulla superficie di Marte.